# Armand Charles Guilleminot

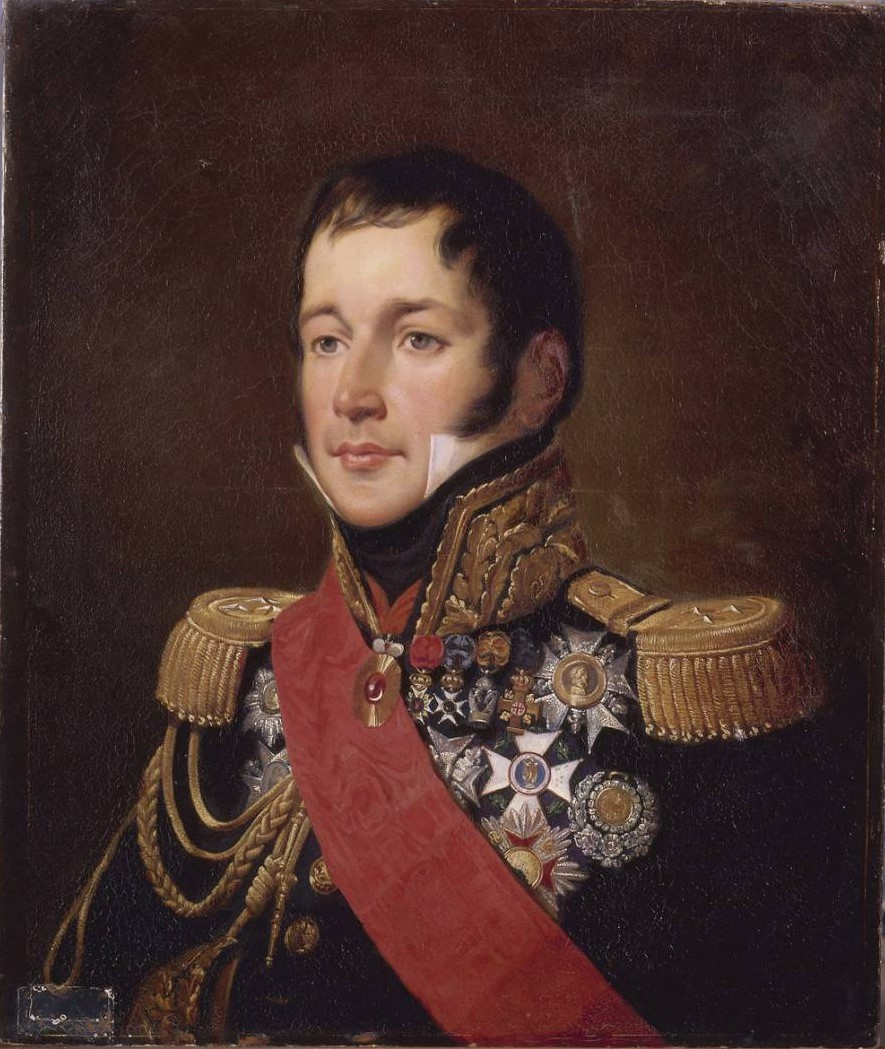
Armand Charles Guilleminot

Armand Charles Graf Guilleminot (* 2. März 1774 in Dünkirchen; † 14. März 1840 in Baden-Baden) war ein französischer General und Diplomat.

## Leben
Guilleminot trat 1790 in die brabantischen Truppen beim Aufstand gegen Österreich ein und nach deren Niederlage 1792 in das französische Heer. Dort gehörte er zunächst dem Stab von Dumouriez in der Nordarmee an und kam nach dessen Flucht zum Heer von Pichegru. Später diente er unter Moreau in Italien und am Rhein. Seine enge Verbindung zu Moreau, dessen Adjutant er gewesen war, machte ihn später bei Napoleon verdächtig. Er wurde zeitweilig aus dem Dienst entlassen, erhielt aber wegen seiner topographischen Kenntnisse bereits 1805 wieder eine Anstellung im großen Generalstab. 1806 wurde er Flügeladjutant des Kaisers.
1808 wurde Guilleminot als Chef des Generalstabs unter General Bessières nach Spanien geschickt, wo er am 14. Juli 1808 an der Schlacht von Medina de Rioseco in der Provinz Valladolid teilnahm und anschließend zum Général de brigade befördert wurde. 1809 kämpfte er wieder in Italien und kehrte 1810 erneut auf die Iberische Halbinsel zurück. Im Russlandfeldzug 1812 war er erst beim großen Generalstab und wurde nach dem Rückzug aus Moskau Stabschef bei Murat. Er wurde im März 1813 Général de division, zeichnete sich als Befehlshaber einer Division des 4. Armeekorps in den Schlachten bei Lützen und Bautzen aus, besiegte am 5. September den General Dobschütz bei Zahna und schlug am 28. September den Angriff der Schweden auf Dessau zurück. In der Völkerschlacht bei Leipzig kommandierte er die 13. Division im 6. Korps von Maréchal Marmont. Er schloss sich nach der Abdankung Napoleons 1814 den Bourbonen an und wurde, als der Kaiser von Elba zurückkehrte, Stabschef beim Herzog von Berry. Doch ging er bald erneut zu Napoleon über und führte unter Ney in der Schlacht bei Quatre-Bras eine Division.
1815 schloss Guilleminot als Chef des Stabes unter General Davout die Kapitulation von Paris und blieb auch nach der Restauration im aktiven Dienstverhältnis. Er wurde Chef des Topographischen Korps und leitete die Vermessungen an der Grenze der Schweiz. 1816 trat er als Generaldirektor des Kriegsdepots an die Spitze des gesamten Karten- und Vermessungswesens. Im Feldzug gegen Spanien war Guilleminot 1823 als Generalstabschef des Herzogs von Angoulême der eigentliche Leiter der Operation. Anschließend wurde er im Oktober 1823 zum Pair und 1824 zum französischen Gesandten in Konstantinopel ernannt, wo er großen Einfluss auf Sultan Mahmuds II. militärische Reformen gewann. 1826 kehrte er nach Paris zurück, wurde im Prozess gegen Ouvrard wegen der zu Bayonne für den spanischen Krieg abgeschlossenen Armeelieferungsverträge freigesprochen und kehrte, nachdem er sich noch in einer besonderen Schrift gerechtfertigt hatte, auf seinen Gesandtschaftsposten zurück. Dort trat er geschickt für die Unabhängigkeit Griechenlands ein, unterstützte 1828 und 1829 während des Russischen Kriegs die Pforte durch seinen Rat und bekämpfte nach der Julirevolution von 1830 die russischen Einflüsse im Osmanischen Reich. Im März 1831 riet er der Pforte sogar zum Krieg gegen Russland. Diese seine Tätigkeit wurde aber von seiner Regierung nicht gebilligt und Guilleminot deshalb noch 1831 abberufen. Er erklärte sich in der Pairskammer bereit, Aktenstücke zum Beweis vorzulegen, dass er seine Vollmachten nicht überschritten habe. Doch wurde die Mitteilung dieser Akten durch den Außenminister Graf Sébastiani hintertrieben.
Seitdem lebte Guilleminot in Paris als disponibler General, war jedoch Mitglied der Deputiertenkammer. 1839 wurde er Vorsitzender einer Grenzregulierungskommission am Rhein. Noch vor dem völligen Abschluss dieses Auftrags starb er am 14. März 1840 im Alter von 66 Jahren in Baden-Baden an den Folgen einer Erkältung.

## Ehrungen
Sein Name ist am Triumphbogen in Paris in der 7. Spalte eingetragen.

## Veröffentlichungen
- Campagne de 1823 : exposé sommaire des mesures administratives adoptées pour l'exécution  de cette campagne, Paris 1826
- Militairische Beschreibung des Schwarzwaldes, Stuttgart und Tübingen 1815 Google-Digitalisat